# Milamelin
Milamelin (CI-979, PD-129,409, RU-35,926) je neselektivni parcijalni agonist muskarinski acetilholinski receptor koji utiče na spoznaju. Milamelin je ispitivan za moguću primenu u lečenju Alchajmerove bolesti. Rezultati kliničkih ispitivanja su bili loši, te je dalji razvoj prekinut.